# Paseyan (Sampang)
Paseyan is een bestuurslaag in het regentschap Sampang van de provincie Oost-Java, Indonesië. Paseyan telt 2575 inwoners (volkstelling 2010).